# FBXL15
FBXL15 (англ. F-box and leucine rich repeat protein 15) – білок, який кодується однойменним геном, розташованим у людей на 10-й хромосомі. Довжина поліпептидного ланцюга білка становить 300 амінокислот, а молекулярна маса — 32 998.
| 10         |  | 20         |  | 30         |  | 40         |  | 50         |
| ---------- |  | ---------- |  | ---------- |  | ---------- |  | ---------- |
| MEPPMEPSGG |  | EQEPGAVRFL |  | DLPWEDVLLP |  | HVLNRVPLRQ |  | LLRLQRVSRA |
| FRSLVQLHLA |  | GLRRFDAAQV |  | GPQIPRAALA |  | RLLRDAEGLQ |  | ELALAPCHEW |
| LSDEDLVPVL |  | ARNPQLRSVA |  | LGGCGQLSRR |  | ALGALAEGCP |  | RLQRLSLAHC |
| DWVDGLALRG |  | LADRCPALEE |  | LDLTACRQLK |  | DEAIVYLAQR |  | RGAGLRSLSL |
| AVNANVGDAA |  | VQELARNCPE |  | LHHLDLTGCL |  | RVGSDGVRTL |  | AEYCPVLRSL |
| RVRHCHHVAE |  | SSLSRLRKRG |  | VDIDVEPPLH |  | QALVLLQDMA |  | GFAPFVNLQV |
|            |  |            |  |            |  |            |  |            |

A: Аланін

C: Цистеїн

D: Аспарагінова кислота

E: Глутамінова кислота

F: Фенілаланін

G: Гліцин

H: Гістидин

I: Ізолейцин

K: Лізин

L: Лейцин

M: Метіонін

N: Аспарагін

P: Пролін

Q: Глутамін

R: Аргінін

S: Серин

T: Треонін

V: Валін

W: Триптофан

Задіяний у таких біологічних процесах, як убіквітинування білків, ацетилювання. 
Локалізований у цитоплазмі.